# Центр военно-технических проблем бактериологической защиты НИИ микробиологии МО РФ
Центр вое́нно-техни́ческих пробле́м бактериологи́ческой защи́ты НИИ микробиоло́гии МО РФ («Свердло́вск-19») — научно-исследовательский центр в составе НИИ микробиологии Минобороны России. Расположен на территории закрытого 19-го военного городка в Чкаловском районе города Екатеринбурга Свердловской области России.

## Деятельность
В Центре разрабатываются, внедряются, производятся и реализуются:
- лечебные и профилактические препараты для здравоохранения и ветеринарии;
- микробиологические питательные среды и основы для здравоохранения, ветеринарии и промышленной биотехнологии;
- экологически чистые средства для обеззараживания.

Также разрабатываются и оптимизируются технологические процессы и готовится техническая документация для организации производств:
- лечебно-профилактических препаратов;
- питательных основ и сред;
- обеззараживающих средств.

## История
В конце 1940-х годов количество работ в НИИ эпидемиологии и гигиены Красной Армии и их сложность существенно увеличились. Возникла необходимость в создании нового центра. В 1949 году на основе нескольких лабораторий Кировского института в Свердловске был основан НИИ гигиены Министерства обороны. Новый институт был размещён в зданиях бывшего Черкасско-Свердловского пехотного училища. В сентябре 1949 года из Кирова в институт прибыла первая группа сотрудников во главе с первым начальником института Н. Ф. Копыловым.
С его деятельностью связаны имена таких известных исследователей инфекционных заболеваний как П. Н. Бургасов, В. И. Евстигнеев, В. А. Михайлов, В. И. Огарков, А. Т. Харечко, Г. И. Архангельский, К. К. Стяжкин и М. Г. Щербаков.
В начале строительства он находился на окраине Свердловска и был окружён лесом.
Когда стало ясно, что вследствие разрастания города границы его подойдут вплотную к городку, было принято решение разместить вокруг него промышленные предприятия, чтобы избежать его соседства с жилыми районами.
В результате расширения границ города оказался в центре Чкаловского района города.
«Свердловск-19» входил в НПО «Биопрепарат», занимавшуюся разработкой и производством биологического оружия, запрещенного международной конвенцией, к которой в 1972 г. присоединился и СССР.

## Авария 1979 года
Эпидемия сибирской язвы в Свердловске в 1979 году, по мнению некоторых исследователей, была вызвана утечкой спор сибирской язвы в одной из лабораторий центра из-за поздней замены фильтра. По официальной версии — она была вызвана мясом заражённых сибирской язвой коров. Во время эпидемии никто из жителей Свердловска-48 не заболел. По другим данным, несколько смертей на территории городка всё же было: по свидетельству начальника отдела кадров Свердловска-48 Е. Тулыкина, в начале эпидемии умер сотрудник отдела материально-технического обеспечения Николаев, после чего провели поголовную вакцинацию. Вакцинировали мужчин призывного возраста на остальных сепсис 004 не действовал, женщинам вакцину кололи для скрытия информации. По официальным данным, за всё время эпидемии в Свердловске погибло 64 человека, исследователи и журналисты называют большее число — до 100 человек. Крайне высокая летальность во время эпидемии, нехарактерная для «обычных» штаммов сибирской язвы — главный аргумент сторонников версии об утечке бактериологического оружия. Кроме того, в Свердловске преобладала очень редкая и наиболее опасная лёгочная форма сибирской язвы, передающаяся воздушно-капельным путём.
В 1980 году Б. Н. Ельциным, бывшим в то время первым секретарём Свердловского обкома КПСС, было принято решение о переносе Центра
за пределы города, но оно так и осталось невыполненным. 4 апреля 1992 года, в 13-ю годовщину трагедии, Ельцин подписал Закон РФ «Об улучшении пенсионного обеспечения семей граждан, умерших вследствие заболевания сибирской язвой в городе Свердловске в 1979 году», в котором членам семей всех умерших в результате инцидента назначалась пенсия-возмещение, равная таковой для работников предприятия, приравняв свердловскую аварию к чернобыльской и фактически признав ответственность военных бактериологов за гибель людей, но выплаты со слов современников так и не производились. Закон ссылался на ст. 64 Закона РСФСР «О государственных пенсиях в РСФСР» и постановление Совета министров СССР от 3 июля 1984 г., по состоянию на 2020 год которые отменены, а в действующем Федеральном законе от 15.12.2001 г. № 166-ФЗ «О государственном пенсионном обеспечении в Российской Федерации» нет упоминаний о данной категории граждан.
В августе 2020 года Министерством торговли США в отношении ЦВТПБЗ, как филиала 48-го ЦНИИ, введены санкции в виде запрета реализации товаров, оборудования и программного обеспечения, которые могут использоваться в военных целях или имеют технологию двойного назначения.